# Uzdrowiskowy Zakład Górniczy w Kołobrzegu

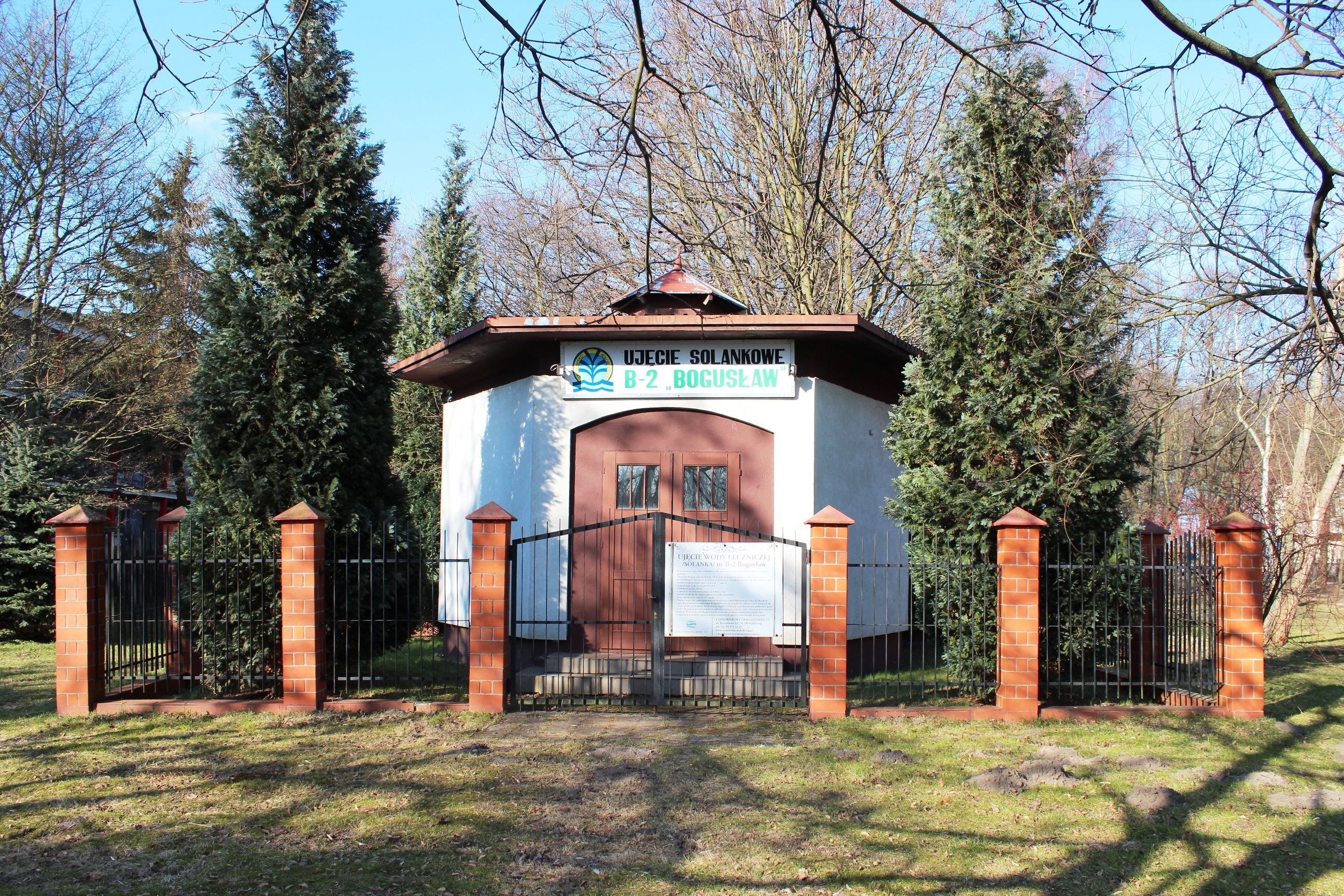
Ujęcie solankowe nr B-2 Bogusław

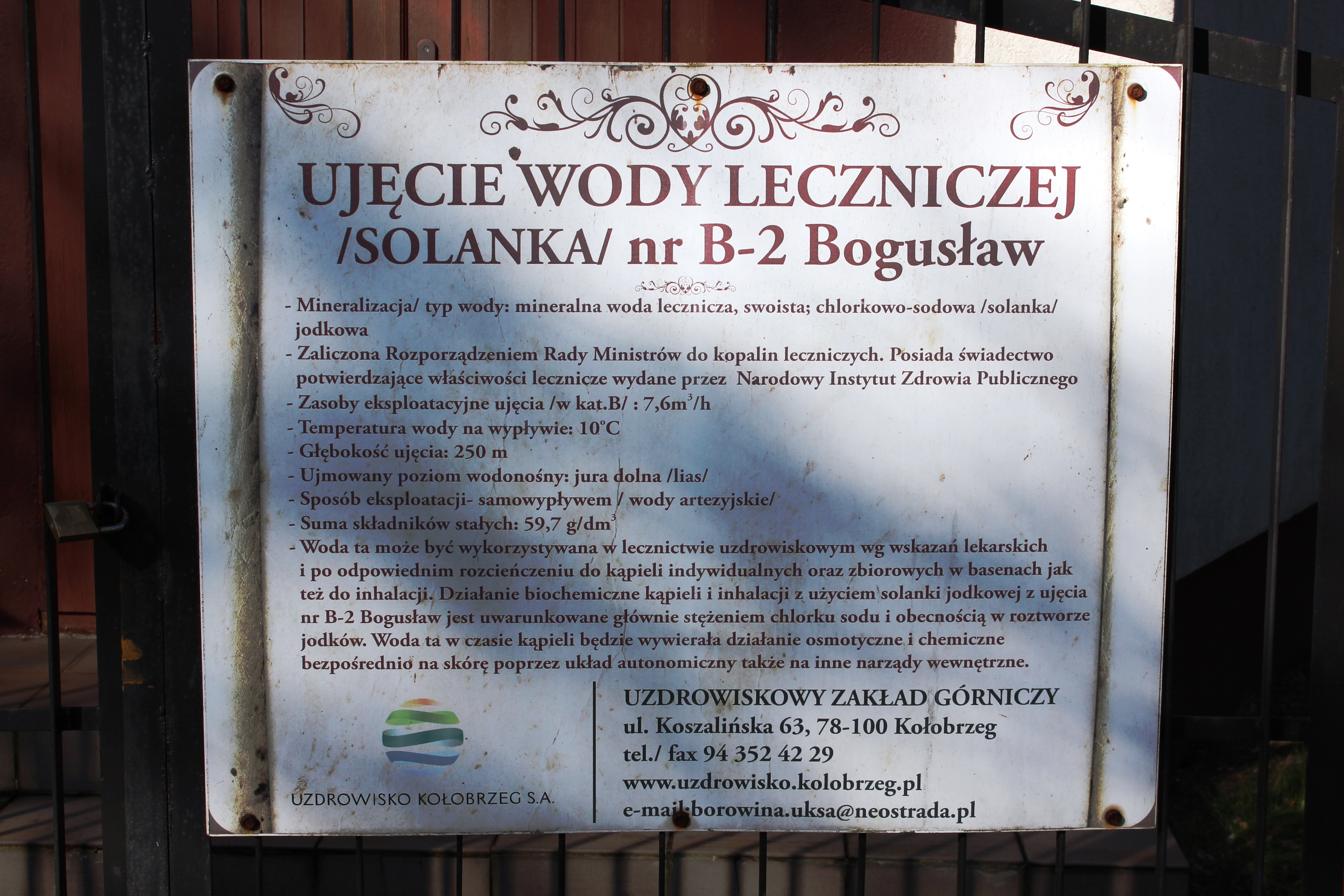
Opis właściwości solanki z ujęcia nr B-2 Bogusław

Uzdrowiskowy Zakład Górniczy w Kołobrzegu – zakład Uzdrowiska Kołobrzeg S.A. prowadzący na podstawie koncesji eksploatację kopalin leczniczych. Funkcjonuje w oparciu o przepisy prawa geologicznego i górniczego. Wydobyciu podlega torf leczniczy (borowina) i wody lecznicze (solanka).

## Eksploatacja borowiny
Zakład prowadzi eksploatację odkrywkową torfu leczniczego. Złoża położone są w południowo-wschodniej części Kołobrzegu, gdzie utworzono obszar górniczy "Mirocice". Przez centralną część złoża borowiny przebiega droga krajowa nr 11 Kołobrzeg - Koszalin, przedzielająca złoże na część północną i południowa (po 50 ha każda).
Złoże na południe od drogi jest od 1970 ogrodzona, zagospodarowana i eksploatowana. Złoże na północ stanowi rezerwę i obecnie nie stanowi miejsca wydobycia. Działalność górnicza obejmuje obszar 5 ha. Eksploatowane złoże na całej powierzchni pokrywa warstwa wierzchnicy o miąższości do 30 cm. Pod nią występuje czysta borowina o miąższości do 6 metrów (średnia miąższość wynosi 4 metry). Złoże jest całkowicie zawodnione.
Wydobycie prowadzone jest metodą odkrywkową, pasami o szerokości 2 metrów na całej rozciągłości ściany eksploatacyjnej (70 metrów). W zakładzie stosowana jest specjalistyczna koparka typu "Brzozowski", która wycina w borowinie słup o przekroju 0,35 x 0,34 metra. Po wyciągnięciu słupa ze złoża zdejmowana jest ręcznie wierzchnica, która wrzucana jest do wyeksploatowanego wyrobiska wypełnionego wodą.
Wydobyty urobek wybierany jest ręcznie łopatami z szybu i ładowany na wózki skrzyniowe o pojemności 3 m³. Wózek ściągany jest elektryczną wyciągarką na torowisko główne, a następnie za pomocą drugiej wyciągarki pod główny magazyn kopalni. W magazynie urobek jest hałdowany w pryzmę wysokości 2,5 metra na okres jesienno-zimowy lub kierowany na stanowisko obróbki wstępnej. Zmielona borowina jest transportowana samochodami do baz zabiegowych uzdrowiska lub przygotowywana dla odbiorców zewnętrznych.
W zakładzie pracuje 3 górników (kopaczy borowiny), kierownik ruchu, geolog oraz kierownik działu eksploatacyjnego.

## Eksploatacja solanki
Zakład prowadzi kopalnię otworową wód leczniczych, utworzoną na obszarze górniczym "Kołobrzeg II". Wykracza on poza granice miasta, obejmując swym zasięgiem przeważającą część gminy Kołobrzeg.
Wody tego złoża są wodami chlorkowo-sodowymi, jodkowymi, żelazistymi o stężeniu do 6%, związaną z zalegającą w głębszym podłożu cechsztyńską seria solną. Wody wydobywa się z głębokości od 42 do 354 metrów. Warstwy wodonośne występują w utworach jury oraz czwartorzędu. Mają charakter wód artezyjskich - eksploatowane są metodą samowypływu. Wydobycie wód sięga 20 tys. m³ rocznie.
Poszczególne ujęcia nie posiadają stałej obsługi. Nad ich pracą czuwa kierownik ruchu oraz geolog przy wsparciu działu eksploatacji.
Obecnie (2015) eksploatowane są następujące ujęcia solankowe:
- nr B-2 Bogusław (przy ul. Kościuszki),
- nr 7 Warcisław,
- nr 16 Perła,
- nr B-1 Barnim,
- Podczele 1-Anastazja,
- nr 6 Emilia.